# Droga wojewódzka nr 459
Droga wojewódzka nr 459 (DW459) – droga wojewódzka o długości 18 km, leżąca na obszarze województwa opolskiego. Trasa ta łączy Opole ze Skorogoszczą, a także z DK94. Droga leży na terenie  powiatu brzeskiego i opolskiego.

## Miejscowości leżące przy trasie DW459
Województwo opolskie
 Powiat opolski
- Opole (DK45, DK46, DK94)
- Sławice
- Żelazna (DW465)
- Niewodniki
- Narok (DW464)

 Powiat brzeski
- Chróścina
- Skorogoszcz (DK94)